# Chloropreen
Chloropreen is een organische verbinding met als brutoformule {\displaystyle {\ce {C4H5Cl}}}. De stof komt voor als een kleurloze ontvlambare, weinig in water oplosbare, vloeistof met een kenmerkende etherachtige geur.

## Synthese
De synthese van chloropreen werd door Wallace Carothers beschreven in een Amerikaanse octrooiaanvraag uit 1930, namelijk door middel van de additiereactie van waterstofchloride aan vinylacetyleen. Dit zogenaamde acetyleenproces werd tot ca. 1960 gebruikt, maar is erg energie-intensief. Tegenwoordig wordt vrijwel alle chloropreen geproduceerd uitgaande van 1,3-butadieen, dat tot chloropreen wordt omgezet via 3,4-dichloor-1-buteen.

## Eigenschappen
Chloropreen heeft twee dubbele bindingen, die bovendien geconjugeerd zijn, waardoor de verbinding makkelijk polymeriseert. Voor opslag en vervoer moet er dan ook een inhibitor aan toegevoegd worden om de vloeistof te stabiliseren en spontane polymerisatie te voorkomen. Als inhibitor kunnen kleine hoeveelheden catechol, pyrogallol of trinitrobenzeen worden toegevoegd.

## Toepassingen
Chloropreen wordt bijna uitsluitend gebruikt als grondstof voor neopreen (polychloropreen), een synthetisch rubber. De molecule heeft een structuur die vergelijkbaar is met die van de grondstof van natuurrubber, isopreen (bij isopreen bevindt zich op de plaats van het chlooratoom een methylgroep).

## Toxicologie en veiligheid
De damp van chloropreen is zwaarder dan lucht en kan er explosieve mengsels mee vormen. De stof wordt beschouwd als mogelijk carcinogeen voor de mens. Chloropreen is toxisch.